# Barlow Island
Barlow Island ist eine kleine Insel im Archipel der Südlichen Shetlandinseln. Sie liegt 1,5 km westnordwestlich des Kap Smith, der Nordspitze von Smith Island.
Die Benennung geht auf den britischen Polarreisenden Henry Foster bei seiner von 1828 bis 1831 dauernden Antarktisexpedition zurück. Foster benannte ein vermeintliches Kap an der Ostküste von Smith Island als Cape Barlow. Vermessungen des Falkland Islands Dependencies Survey von 1951 bis 1952 ergaben, dass ein solches Kap nicht existiert. Aus Gründen der historischen Kontinuität wurde der Name auf die hier beschriebene Insel übertragen. Namensgeber ist vermutlich der britische Mathematiker und Physiker Peter Barlow (1776–1862).